# ايكزاكتو
ايكساكتو أو ايكزاكتو، عبارة عن اختصار بالإنجليزية لـ «الذخائر المكلفة فائقة الدقة»، وهي بندقية قنص تطلق رصاصات ذكية قيد التطوير لصالح هيئة مشاريع البحوث الدفاعية المتقدمة (داربا) من قبل شركة لوكهيد مارتن وتيليدين تكنولوجيز إنكوربوريتد في نوفمبر 2008.
يمكن أن يستخدم رشاش برا وننج الجديد (50 بي إم جي) ومنظاره المحسّن تقنيات «إطلق ولا تبالي» بما في ذلك «القذائف المستقرة بالزعانف، والقذائف المستقرة بالغزل، وطرق التحكم في التشغيل الهوائي الداخلية و / أو الخارجية، وتقنيات توجيه القذائف، ومنع التلاعب، ومزودات الطاقة المستقرة الصغيرة، وتقنيات الرؤية المتقدمة والدقة البصرية والوضوح». وكان تقديرات توفرها في ذلك الوقت هو عام 2015.
قد يواجه برنامج داربا (ايكساكتو) منافسة من مختبرات سانديا الوطنية لإنتاج طلقة قناص موجهة. يستخدم برنامج داربا (ايكساكتو) طرقًا مختلفة عن طلقة سانديا الموجهة. تعتمد على التوجيه عن بُعد المرتبط بالبصريات، والتي قد تكون أكثر موثوقية من طريقة سانديا ل التوجيه بالليزر لتحديد (وسم) الهدف بالليزر ومن ثمة تتبعه القذيفة، والتي يمكن اكتشافها أو تشتتها أو حجبها. تصوغ ايكساكتو نماذجها على ذخيرة وبنادق بي إم جي 50 المتوفرة حاليا عوضاً عن الحاجة إلى معدات جديدة، والتي ستحتاجها طلقة سانديا الموجهة. وعلى الرغم من أن ايكساكتو تركز بشكل خاص على التطبيقات العسكرية، إلا أن سانديا تسعى إلى تحقيق مبيعات تجارية من مقذوفات القناصة الموجهة.
اختبرت  داربا إطلاق ايكساكتو في أوائل عام 2014 ونشرت مقطع فيديو للتجارب الإيضاحية في يوليو 2014. ولم يتم الكشف عن التقنيات الدقيقة المستخدمة في الطلقات، ولكن ايكساكتو يستخدم نظام توجيه بصري آني مع عدم وجود زعانف مرئية أو آلية توجيه أخرى على الرسوم التوضيحية للرصاصة. وأظهرت اللقطات المنشورة البندقية وهي تصوّب عمداً بعيداً عن الهدف حتى تتمكن الرصاصات من تصحيح مسار رحلتها. يزعم أن تقنية ايكساكتو توسع بشكل ملحوظ المدى النهاري والليلي لأنظمة القنص الحالية.  وصنفت كيفية تصميم الذخيرة لتغير الاتجاه في الجو. وقد اكتملت المرحلة الثانية من البرنامج في صيف عام 2014 مع تقديم عدد من التحسينات. وتضمنت المرحلة التالية المزيد من التحسينات واختبارا للذخيرة الحية على مستوى النظام.
أكمل برنامج ايكساكتو جولة أخرى من اختبارات الذخيرة الحية في فبراير 2015. وفي الاختبارات، استخدم مطلق النار المتمرس القذائف الموجهة لتتبع وإصابة هدف متحرك عدة مرات. وأظهر مقطع فيديو الرصاص وهو يناور أثناء الطيران لتحقيق الاصابات. بالإضافة إلى ذلك، استخدم مطلق النار عديم الخبرة النظام وكان لا يزال قادرا على ضرب الهدف المتحرك.
في منتصف عام 2016، كشفت روسيا أنها تطور «رصاصة ذكية» مماثلة مصممة لإصابة أهداف على مسافة تصل إلى 10 كيلومترات (6.2 ميل). 